# باسی (آستراخان)
باسی (به لاتین: Basy) یک منطقهٔ مسکونی در روسیه است که در استان آستراخان واقع شده‌است.